# Sunjoy Monga
Sunjoy Monga (asi 1962 – 28. května 2025) byl indický fotograf divoké přírody, ochránce přírody, přírodovědec a spisovatel žijící v Bombaji v Indii. Inicioval mezi školami a školními dětmi po celé Indii ekologickou osvětovou akci „Young Rangers“ (Mladí strážci). Byl také vybrán do poradního panelu Tumbhi.

## Životopis
Narodil se v Masjid Bunder.
Monga v roce 2005 založil a až do své smrti spoluřídil India BirdRaces, každoroční iniciativu nyní přejmenovanou na WINGS. Program sdružuje v určený den pozorovatele ptáků, aby v průběhu dne zaznamenávali svá pozorování, zejména v městských oblastech.
Monga působil jako člen správní rady Bombajské společnosti pro přírodní historii, výkonného výboru Společnosti pro zlepšení životního prostředí metropolitního regionu Bombaje a Společnosti přírodního parku Maháráštra. Byl také čestným správcem Národního parku Sanjay Gandhi.
Monga v roce 2007 zahájil kampaň na zvyšování povědomí o životním prostředí s názvem „Mladí strážci“ mezi školami a školáky po celé Indii. Byl vybrán do poradního panelu Tumbhi.
Sunjoy Monga zemřel 28. května 2025, bylo mu 63 let.